# Alexander Absenger
Alexander Absenger (* 1985 in Heiligenkreuz am Waasen) ist ein österreichischer Schauspieler und Sprecher.

## Leben
Alexander Absenger wuchs in Graz auf. Er maturierte 2004 am Akademischen Gymnasium Graz. Von 2005 bis 2009 studierte er Schauspiel am Konservatorium der Stadt Wien und spielte währenddessen als Gast am Theater Drachengasse, am Off-Theater sowie am Theater der Jugend.
Nach Abschluss seines Studiums wurde er als festes Ensemblemitglied ans Theater Magdeburg engagiert und war auch Leiter der Improvisationsgruppe. Hier arbeitete er u. a. mit den Regisseuren Claudia Bauer, Nina Mattenklotz, Jan Jochymski, Marc Lunghuß und Sascha Hawemann. Es folgten Produktionen am Theater Osnabrück, unter der Regie von Lilli-Hannah Hoepner, sowie am Theater der Jugend in Wien (Regie: Michael Schachermaier).
Seit 2013 spielt er am Theater in der Josefstadt. Regelmäßige Arbeiten gab es u. a. mit: Mateja Koležnik, Stephanie Mohr, Amélie Niermeyer, David Bösch, Janusz Kica und Elmar Goerden. Gastspiele führten ihn nach Bozen, Rijeka und ans Thalia Theater Hamburg.
Alexander Absenger steht seit 2017 regelmäßig für Film und Fernsehen vor der Kamera.
Darüber hinaus arbeitet er als Sprecher.

## Ehrungen und Auszeichnungen
- 2008: Fidelio Preisträger[8] des Konservatoriums der Stadt Wien MUK
- 2015: Nominierung für den Nestroy-Theaterpreis.[9]
- 2017: Nominierung für den Nestroy-Theaterpreis.[10]
- 2020: Auszeichnung mit dem Nestroy-Theaterpreis in der Kategorie Beste Nebenrolle für Der Kirschgarten (Charlotta Iwanowna) am Theater in der Josefstadt[11][12][13]

## Filmografie
- 2017: Schnell ermittelt – Alice Leutgeb (Regie: Michi Riebl)
- 2018: Der beste Papa der Welt[14] (Regie: Sascha Bigler)
- 2019: Tatort – Wahre Lügen[15] (Regie: Thomas Roth)
- 2021: SOKO Donau – Zivilcourage (Regie: Eva Spreitzhofer)
- 2021: Vienna Blood – Vor der Dunkelheit (Fernsehreihe; Regie: Robert Dornhelm/Marvin Kren)
- 2021, 2022: SOKO Kitzbühel – Auf der Flucht, Allein (Fernsehserie; Regie: Gerald Liegel, Martin Kinkel)
- 2022: Tage, die es nicht gab (Fernsehserie; 6 Folgen; Regie: Mirjam Unger, Anna Katherina Maier)
- 2023: SOKO Linz – Ist Luisa da? (Fernsehserie; Regie: Martin Kinkel)
- 2024: Veni, Vidi, Vici / Vikinger (Kino; Regie: Julia Niemann und Daniel Hoesl)
- 2024: Die Fälle der Gerti B. (Fernsehserie; Regie: Sascha Bigler)
- 2024: Kopftuchmafia – Ein Stinatz-Krimi (Fernsehreihe)
- 2024: Landkrimi: Steirermord (Fernsehreihe)
- 2025: Uhudler-Verschwörung – Ein Stinatz-Krimi (Fernsehreihe)